# Marcus Birkemose
Marcus Birkemose (ur. 9 października 2003 w Langeskov) – duński żużlowiec. Zawodnik Stali Gorzów i Wybrzeża Gdańsk.

## Życiorys
W 2019 r. zdobył w Esbjergu brązowy medal młodzieżowych indywidualnych mistrzostw Danii. W 2020 r. zajął II miejsce w Pucharze Europy Juniorów w Žarnovicy, zdobył tytuł młodzieżowego mistrza Danii, zajął w Vojens III miejsce w finale indywidualnych mistrzostw Danii, zdobywając brązowy medal oraz zdobył (w Gdańsku) tytuł indywidualnego mistrza Europy juniorów. Również w 2020 r. zdobył wraz z reprezentacją Danii srebrne medale drużynowych mistrzostw świata juniorów (w Outrup) oraz drużynowych mistrzostw Europy juniorów (w Łodzi).
W polskiej lidze żużlowej reprezentuje od 2019 barwy klubu Stal Gorzów Wielkopolski. W sezonie 2020 został wypożyczony do II-ligowego PSŻ Poznań, uzyskując średnią biegową 2,225.
W kwietniu 2022 poinformowano o wypożyczeniu do H69 Speedway Rzeszów.
W sezonie 2025 reprezentować on będzie Stal Gorzów, z której został wypożyczony do Wybrzeża Gdańsk na rozgrywki Krajowej Ligi Żużlowej. W Stali startować będzie w U-24 Ekstralidze.
5 kwietnia 2025 roku wywalczył, wraz z Rasmusem Jensenem, czwartą lokatę w VII Memoriale Henryka Żyty.

## Przynależność klubowa
Polska
- Stal Gorzów Wielkopolski (2020–2022, 2025-)
  - PSŻ Poznań (2020, wyp.)
  - H69 Speedway Rzeszów (2022, wyp.)
  - Wybrzeże Gdańsk (2025-, wyp.)

## Kontrowersje
W czerwcu 2022 Duńska Federacja Motocyklowa i Główna Komisja Sportu Żużlowego, tymczasowo zawiesiły Marcusa Birkemose'a w prawach żużlowca. 10 listopada tego samego roku otrzymał on dwuletnie zawieszenie za pozytywny wynik testu na obecność środków psychoaktywnych od Duńskiej federacji.
10 listopada 2024 minęło dwuletnie zawieszenie zawodnika.